# Labyrinth (EP)
Labyrinth (estilizado como 回:LABYRINTH) é o nono extended play do girl group sul-coreano GFriend, lançado em 3 de fevereiro de 2020 pela Source Music e distribuído pela Kakao M. O EP possui 6 faixas, incluindo a faixa-título "Crossroads", que foi lançado junto do EP.

## Antecedentes
Em 15 de janeiro de 2020, foi noticiado de que GFriend faria seu retorno no começo de fevereiro com um mini-álbum intitulado Labyrinth, esse é o primeiro lançamento do grupo após a aquisição de sua gravadora Source Music pela Big Hit Entertainment. Em 21 de janeiro, o grupo, através do canal da Big Hit Entertainment, divulgou um teaser com cenas de videoclipes anteriores, a fim de mostrar um enredo que ligava videoclipes do grupo com narrações em inglês. No dia seguinte, foi revelado a faixa de músicas com a primeira participação de produtores da Big Hit Entertainment nas músicas do grupo, como "Hitman" Bang.

## Lançamento e promoção
Lançado em 3 de fevereiro, o EP consiste em três versões: "Crossroads", "Room" e "Twisted". No dia do lançamento, o grupo realizou um showcase para promover o álbum no Yes24 Live Hall em Gwangjin-gu que foi transmitida pelo V Live, o showcase foi cancelado para o público devido às preocupações com a disseminação do coronavírus, os ingressos dos que compraram foram devidamente reembolsados. O grupo iniciou suas promoções noM Countdown com a faixa-título "Crossroads", juntamente da canção "Labyrinth", as promoções foram estendidas durante a semana no Music Bank e Inkigayo. Em 11 de fevereiro, a faixa-título ganhou seu primeiro prêmio no The Show, fazendo com que o grupo alcançasse a marca de 60 prêmios em programas musicais sul-coreanos desde sua estreia. Na última semana de promoção do álbum, a faixa "Labyrinth" foi performada nos programas musicais ao invés da faixa-título "Crossroads", que finalizou as promoções com 7 prêmios musicais. Em 23 de fevereiro, GFriend cancelou uma sessão de autógrafos de última hora devido ao surto de coronavírus na Coreia do Sul.

## Recepção
| Críticas profissionais | Críticas profissionais |
| Avaliações da crítica  | Avaliações da crítica  |
| Fonte                  | Avaliação              |
| ---------------------- | ---------------------- |
| IZM                    | [ 15 ]                 |

Tamar Herman da Billboard descreve a faixa-título "Crossroads" como um synth-pop que é essencialmente GFriend pela sua melodia. Hwang Sun-Up da IZM compara a sonoridade do grupo com o cenário musical coreano, dizendo que "K-Pop se tornou um fenômeno global e empresas estão a procura de compositores internacionais a fim de produzir sons que estão na moda. Entretanto, GFriend sempre esteve fora do meio mainstream". Ele ainda acrescenta que "(o grupo) estabilizou uma identidade única de qualquer outro grupo".
Comercialmente, o single alcançou a primeira posição em três das tabelas principais sul-coreanas, como Bugs, Soribada e Vibe e ao redor do mundo. Internacionalmente, o álbum alcançou a primeira colocação no iTunes em 13 países diferentes e nacionalmente, vendeu 29,000 cópias em seu primeiro dia no Hanteo e quebrou o recorde pessoal do grupo com 54,000 cópias em território sul-coreano na primeira semana, passando a marca do EP anterior, Fever Season. Na tabela principal sul-coreana, a Gaon Chart, 回:Labyrinth estreou na primeira colocação e se tornou o quarto lançamento do grupo a realizar tal feito.

## Lista de faixas
| N.º | Título                         | Letras                                                   | Música                                                                                | Arranjo                                       | Duração |  |
| 1.  | "Labyrinth"                    | No Joo-hwan "Hitman" Bang Jo Yoon-kyung Sophia Pae ADORA | No Joo-hwan Lee Won-jong Kim Jung-woo FRANSTS Sophia Pae Carlos K. ADORA Kim Yoon-seo | No Joo-hwan Lee Won-jong Kim Jung-woo FRANSTS |         |  |
| 2.  | "Crossroads (교차로)"          | No Joo-hwan                                              | No Joo-hwan Lee Won-jong                                                              | No Joo-hwan Lee Won-jong                      |         |  |
| 3.  | "Here We Are"                  | E.ONE                                                    | E.ONE                                                                                 | E.ONE                                         |         |  |
| 4.  | "Eclipse (지금 만나러 갑니다)" | Score Megatone Door                                      | Score Megatone Door                                                                   | Score Megatone                                |         |  |
| 5.  | "Dreamcatcher"                 | Kim Yeon-seo minGtion Dawn                               | Kim Yeon-seo minGtion Dawn                                                            | minGtion                                      |         |  |
| 6.  | "From Me"                      | No Joo-hwan Jeina Choi "Hitman" Bang                     | No Joo-hwan Lee Won-jong                                                              | No Joo-hwan Lee Won-jong                      |         |  |

## Desempenho nas tabelas musicais
| Tabela musical (2020)            | Melhor posição |
| -------------------------------- | -------------- |
| Coreia do Sul (Gaon Album Chart) | 1              |
| Japão (Oricon Albums Chart)      | 43             |
| Taiwan (Five Music)              | 1              |

### Vendas
| País                             | Vendas |
| -------------------------------- | ------ |
| Coreia do Sul (Gaon Album Chart) | 82,533 |
| Japão (Oricon Albums Chart)      | 998    |

## Prêmios e indicações

### Programas musicais
| Música       | Programa musical | Data                    |
| ------------ | ---------------- | ----------------------- |
| "Crossroads" | The Show         | 11 de fevereiro de 2020 |
| "Crossroads" | The Show         | 18 de fevereiro de 2020 |
| "Crossroads" | M Countdown      | 13 de fevereiro de 2020 |
| "Crossroads" | M Countdown      | 20 de fevereiro de 2020 |
| "Crossroads" | Music Bank       | 14 de fevereiro de 2020 |
| "Crossroads" | Inkigayo         | 16 de fevereiro de 2020 |
| "Crossroads" | Show Champion    | 19 de fevereiro de 2020 |

## Histórico de lançamento
| País          | Data                   | Formato              | Gravadora             |
| ------------- | ---------------------- | -------------------- | --------------------- |
| Coreia do Sul | 3 de fevereiro de 2020 | Download digital, CD | Source Music, Kakao M |
| Mundo         | 3 de fevereiro de 2020 | Download digital, CD | Source Music, Kakao M |